# Alskär (Saltvik, Åland)
Alskär är en ö i Saltviks kommun på Åland (Finland). Öns area är 20,2 hektar och dess största längd är 0,9 kilometer i nord-sydlig riktning.
Terrängen på Alskär domineras av hällmarksskog. Tätare skog förekommer i en nord-sydling sänka mitt på ön. Alskärs östsida är brant. Viken på sydsidan är trång och mycket grund. Viken på västsidan är rymligare och kan erbjuda förtöjningsplats för mindre båtar.